# 桐生天満宮
桐生天満宮（きりゅうてんまんぐう）は、群馬県桐生市天神町にある神社（天満宮）。近世に形成された桐生市街の中心をなす本町通りの起点となる神社であり、桐生天満宮および周辺地域は桐生新町重要伝統的建造物群保存地区に指定されている。桐生の総鎮守とされ、旧社格は県社。社殿は国の重要文化財に指定されている。
桐生市は多くの高校が存在するため、受験シーズンには多くの参拝者が訪れる。また、天満宮の近くに群馬大学工学部や桐生工業高等学校があり、緑の多い静かな環境となっている。

## 歴史
社伝では景行天皇の時代、御諸別王が土師部の氏人に天穂日命を礒部岡に祭祀させたことに始まるとされ、当初は地名から礒部明神といったという。
礒部明神の名は『上野国神名帳』に山田郡従四位上として見えるものの、礒部明神を梅田村大字浅部（現・桐生市梅田町）や韮川村大字台ノ郷字磯宮（現・太田市台之郷町）に比定する説もあり、確定していない。
由緒書によると文治2年（1186年）に当地を領した桐生綱元（桐生氏の祖）が社殿を修築し、その孫国綱が観応元年（1350年）に柄杓山城を築城するにあたって翌年当社を現在地に移し、北野天満宮から分祀して天満宮となったという。
史実を反映しているとみられるのは、『天正遺事』『桐生正伝録』に見える天正19年（1591年）桐生新町が作られるにあたり、梅原天神を赤城神社の社地に遷したというものである。なお『天正遺事』では由良成繁が天正3年（1575年）9月に梅原天神を建立したとしている。
由緒書によると江戸時代には桐生領54か村の総鎮守、徳川家の祈願所となっていた。現在の本殿は寛政元年（1789年）に建造されたものである。
天正6年（1578年）から天和2年（1682年）までは流鏑馬神事が行われていた。
東久方町に所在する大蔵院は江戸時代には当社の別当寺だったが、神仏分離によって現在の伽藍を建立した。
大正5年（1916年）5月20日村社から郷社に昇格し、昭和3年（1928年）4月4日に県社となった。
宝暦12年（1762年）もしくは寛政5年（1793年）以降「御開帳」と呼ばれる臨時大祭が不定期に開催されていたが、昭和36年（1961年）を最後に行われていない。

## 文化財

### 重要文化財（国指定）
- 天満宮 2棟（建造物） - 2023年（令和5年）9月25日指定[8][9][10]。
  - 本殿・幣殿・拝殿 1棟（附 宮殿1基、棟札4枚、絵図1枚、文書1冊）
  - 末社春日社本殿 1棟（附 末社機神神社本殿1棟）

本殿は正面3間、側面2間の三間社流造、寛政元年（1789年）の上棟。拝殿は正面5間、側面3間の入母屋造平入りで正面に千鳥破風と向拝唐破風、享和2年（1802年）の建築。末社春日社は一間社流造で、室町時代の特徴を残し、天正・慶長年間（1573年 - 1615年）の建築とみられ、桐生市では最古の建築物である。

国の重要文化財への指定以前、天満宮社殿は1990年（平成2年）9月25日に群馬県指定重要文化財に指定され、末社春日社は1991年（平成3年）11月8日に桐生市指定重要文化財に指定されていた。

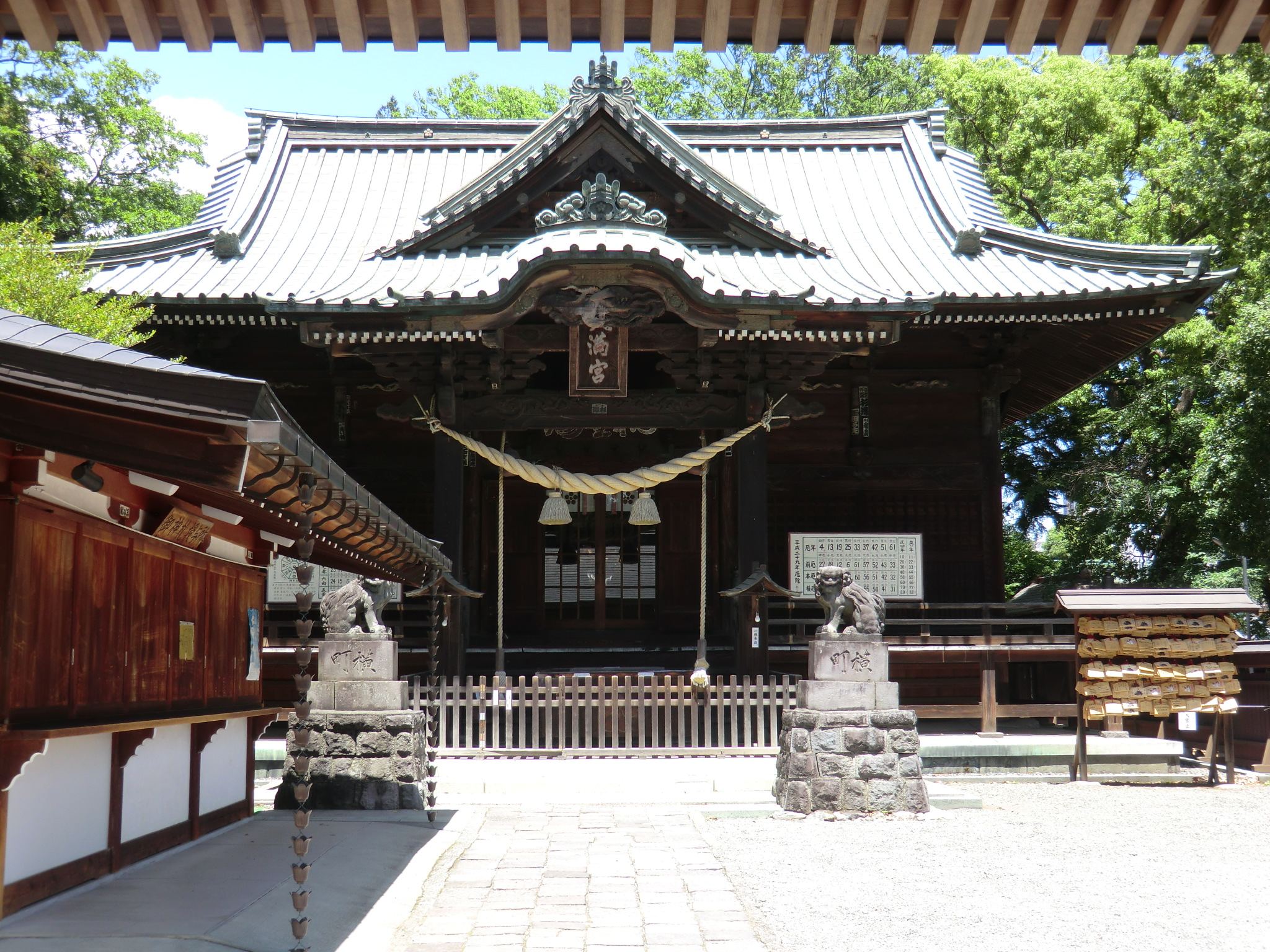
拝殿
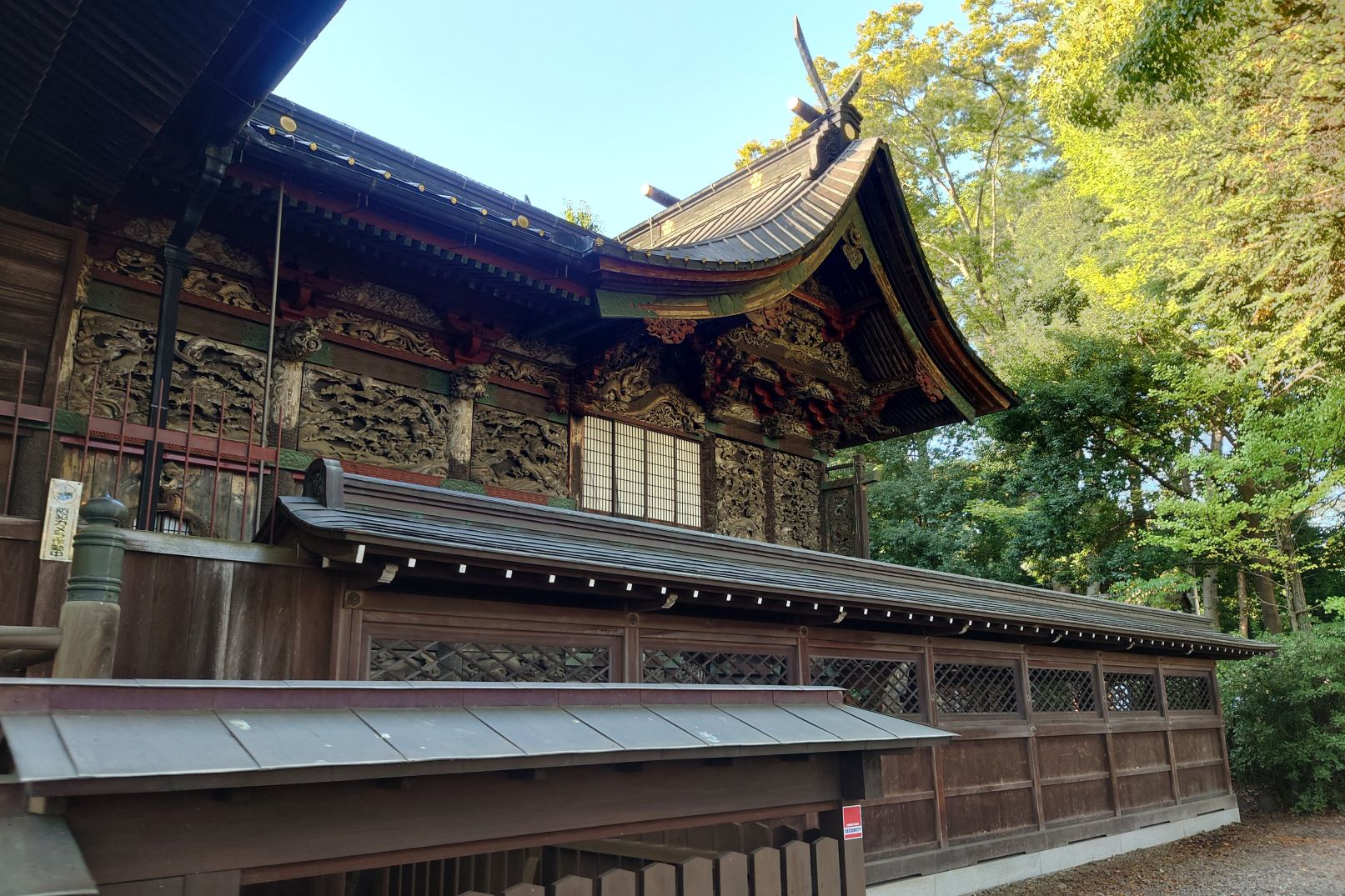
幣殿・本殿
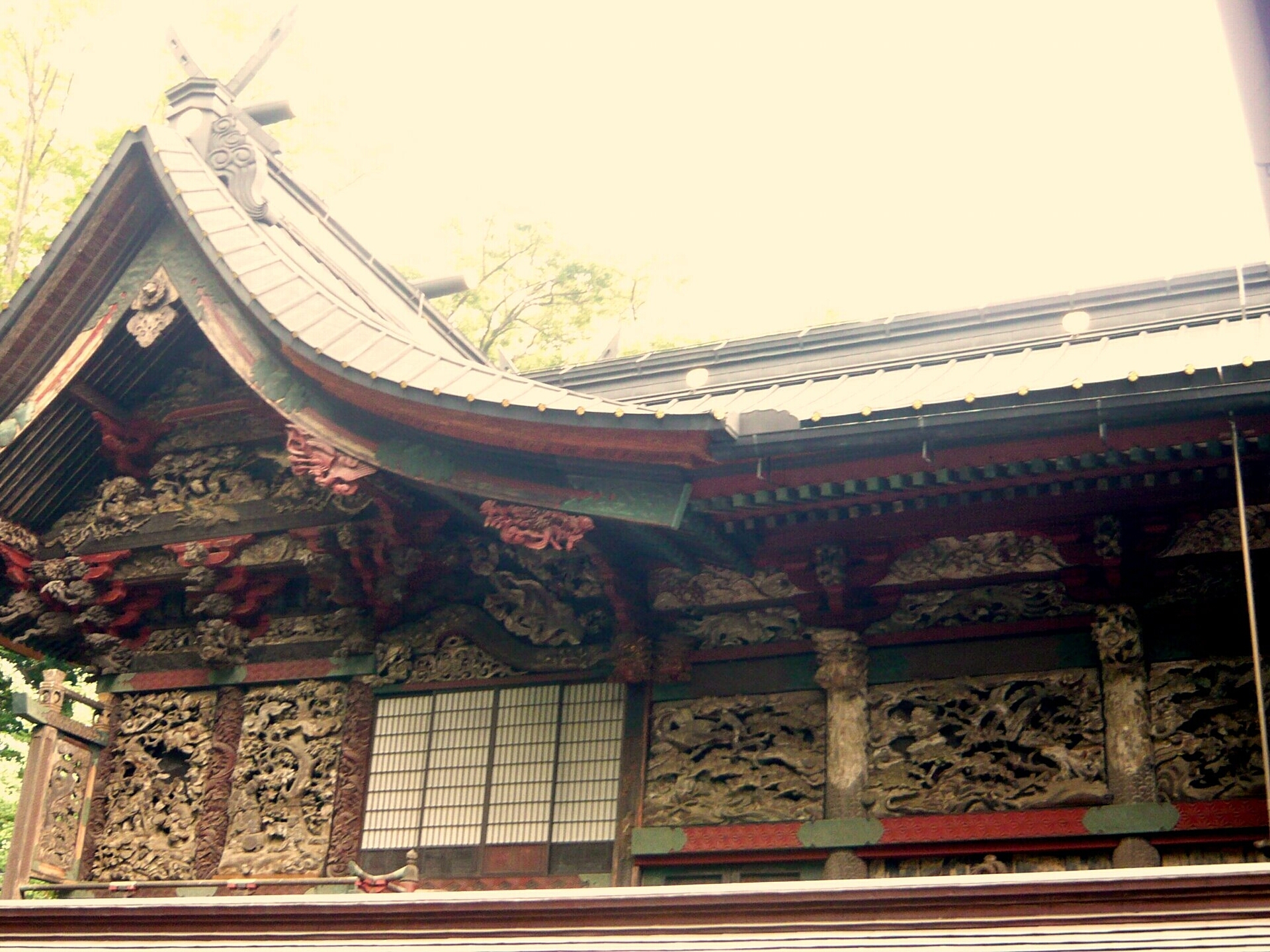
本殿・幣殿
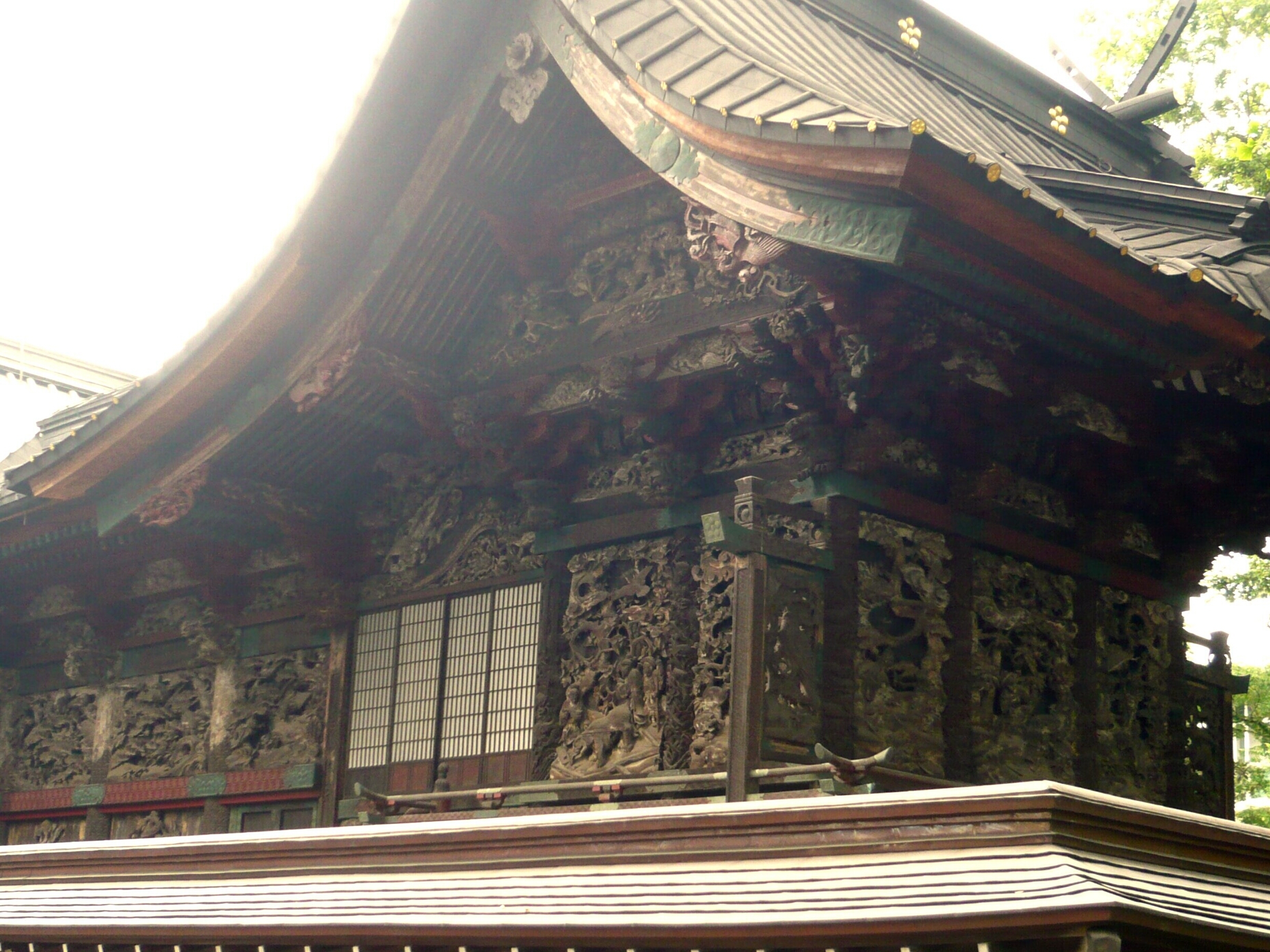
本殿
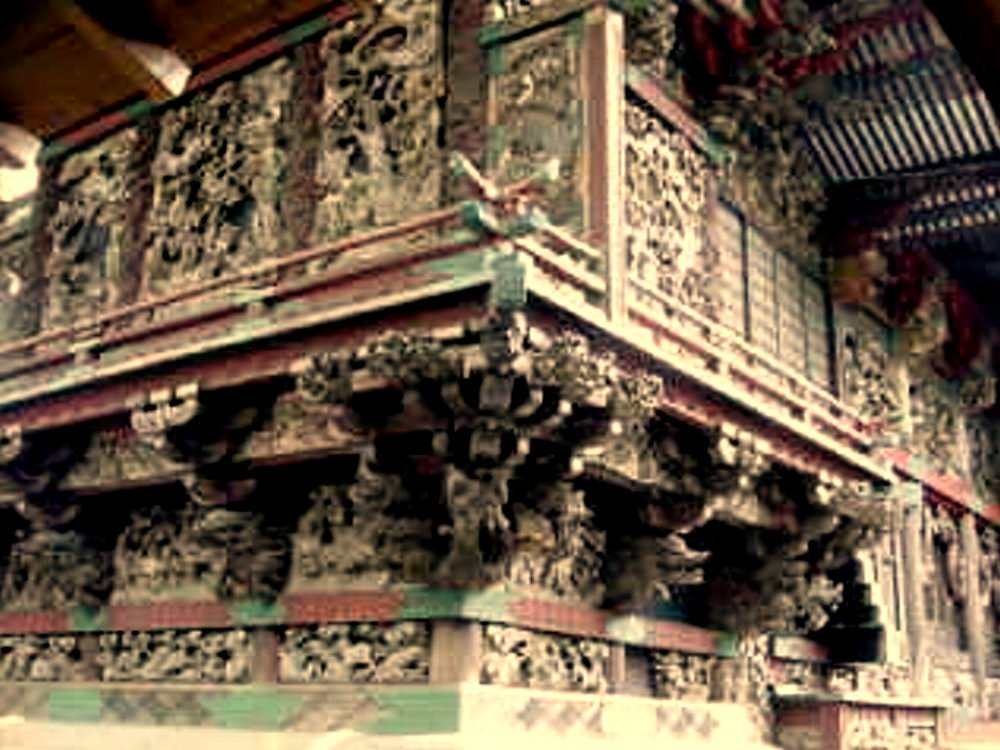
本殿の彫刻
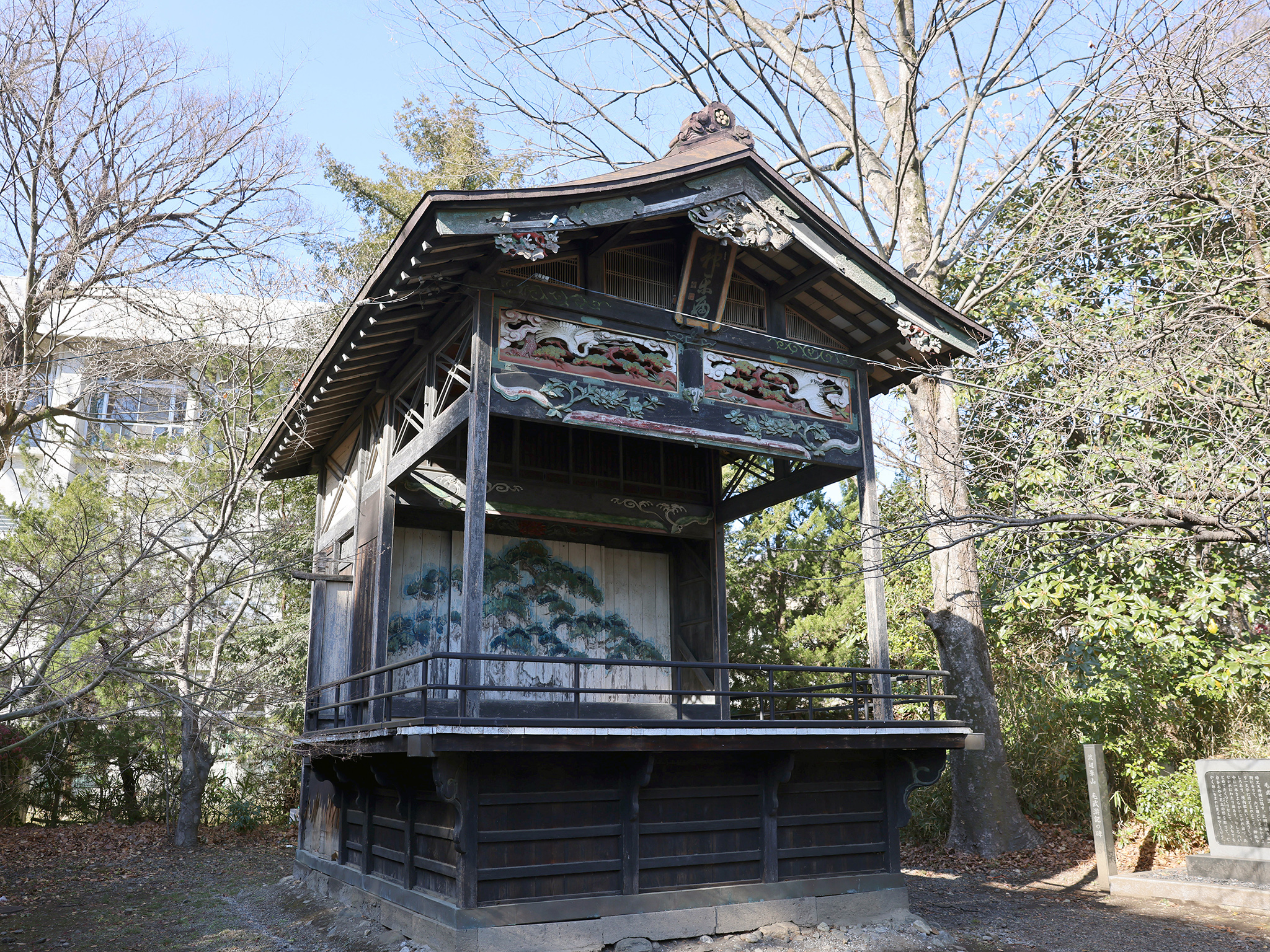
神楽殿
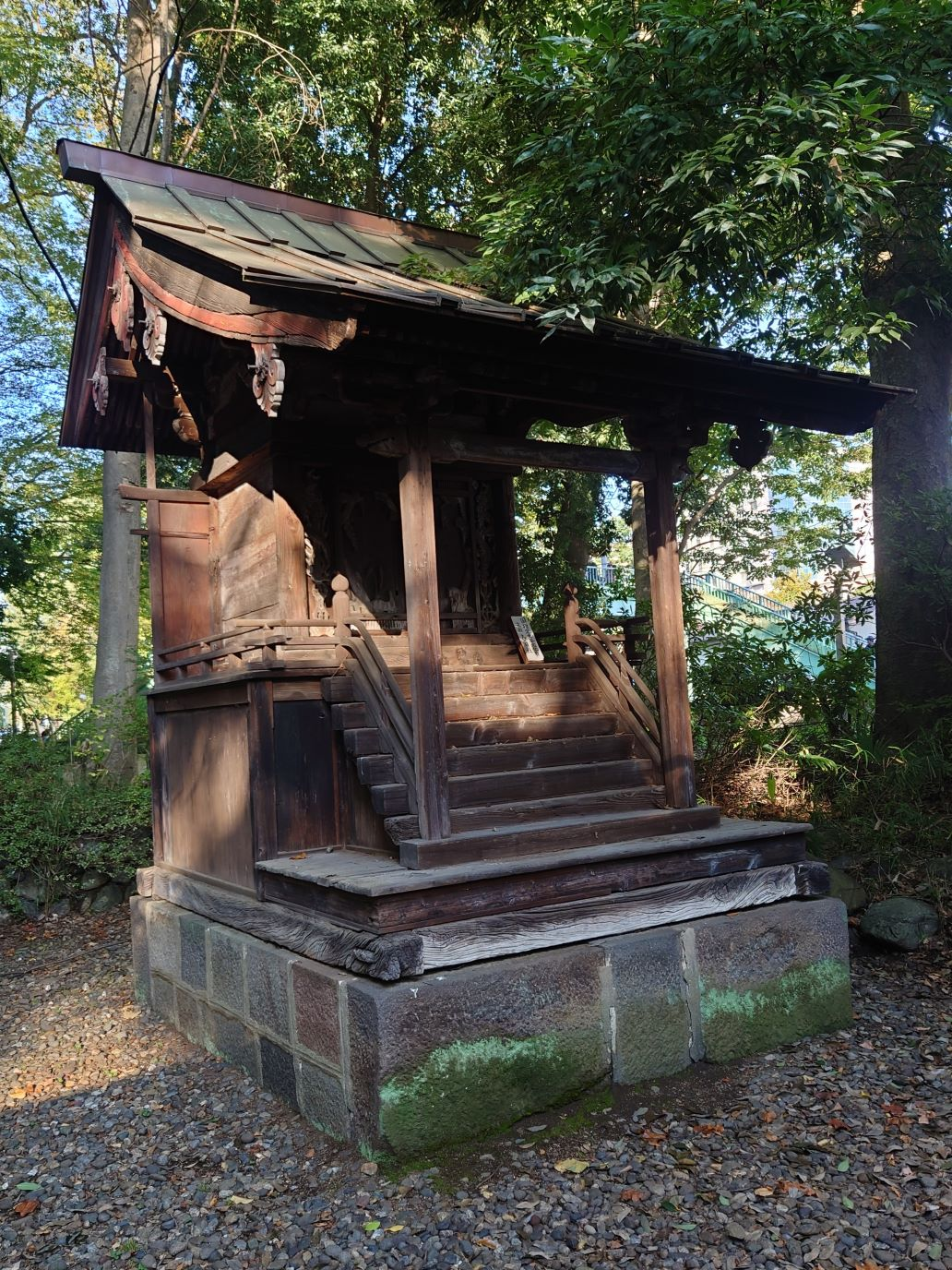
末社 春日社
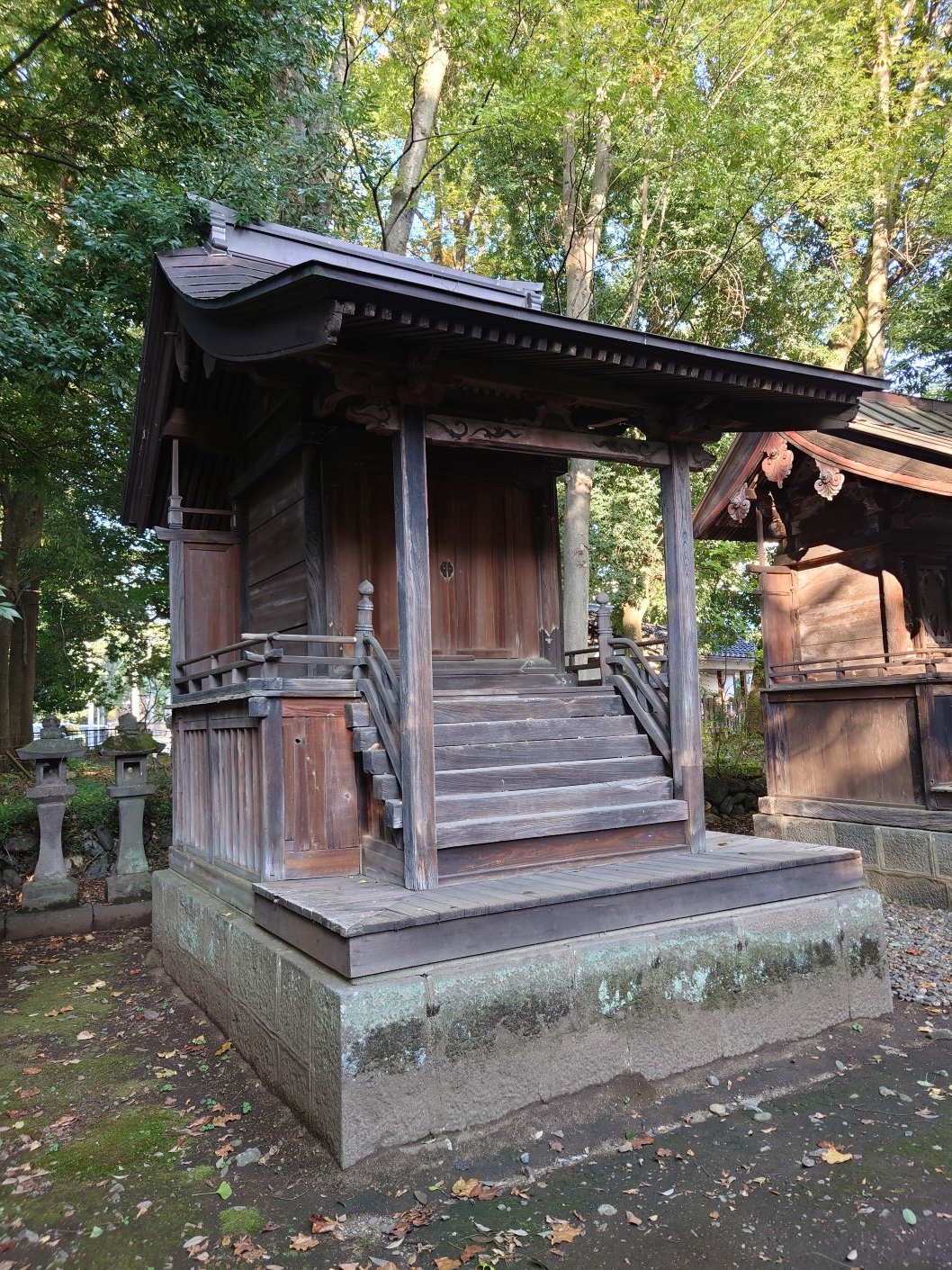
末社 赤城神社
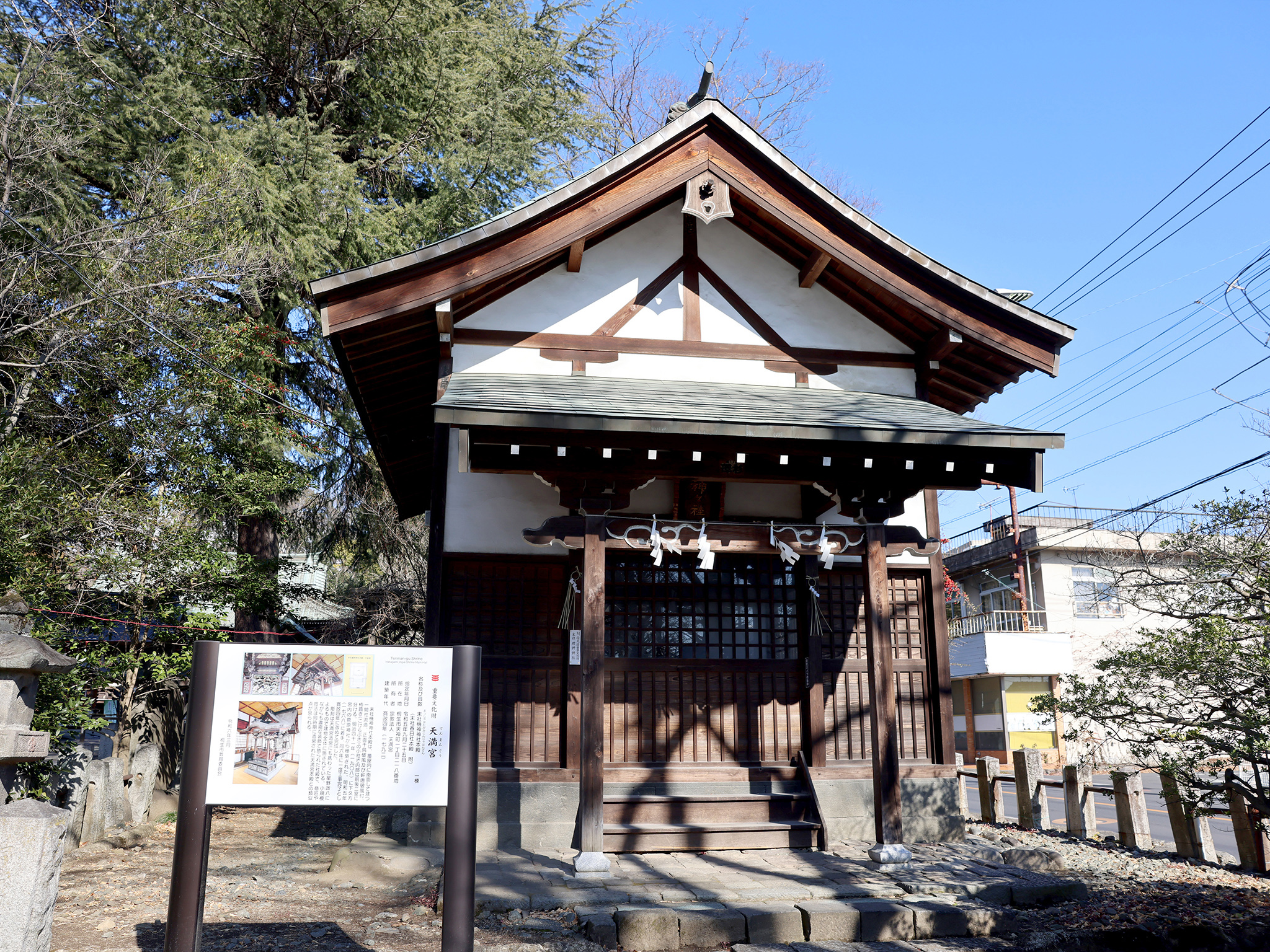
末社 機神神社
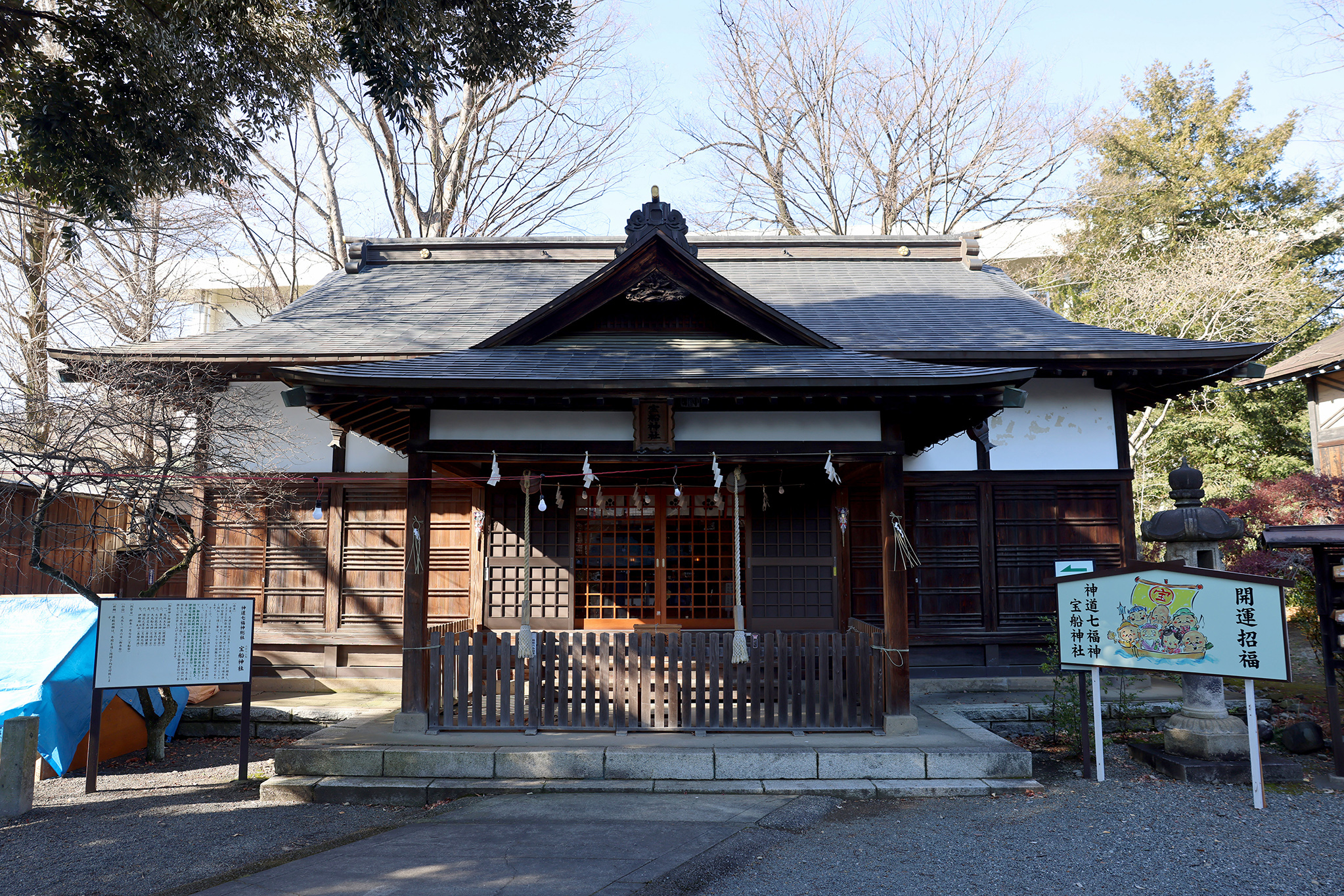
末社 宝船神社
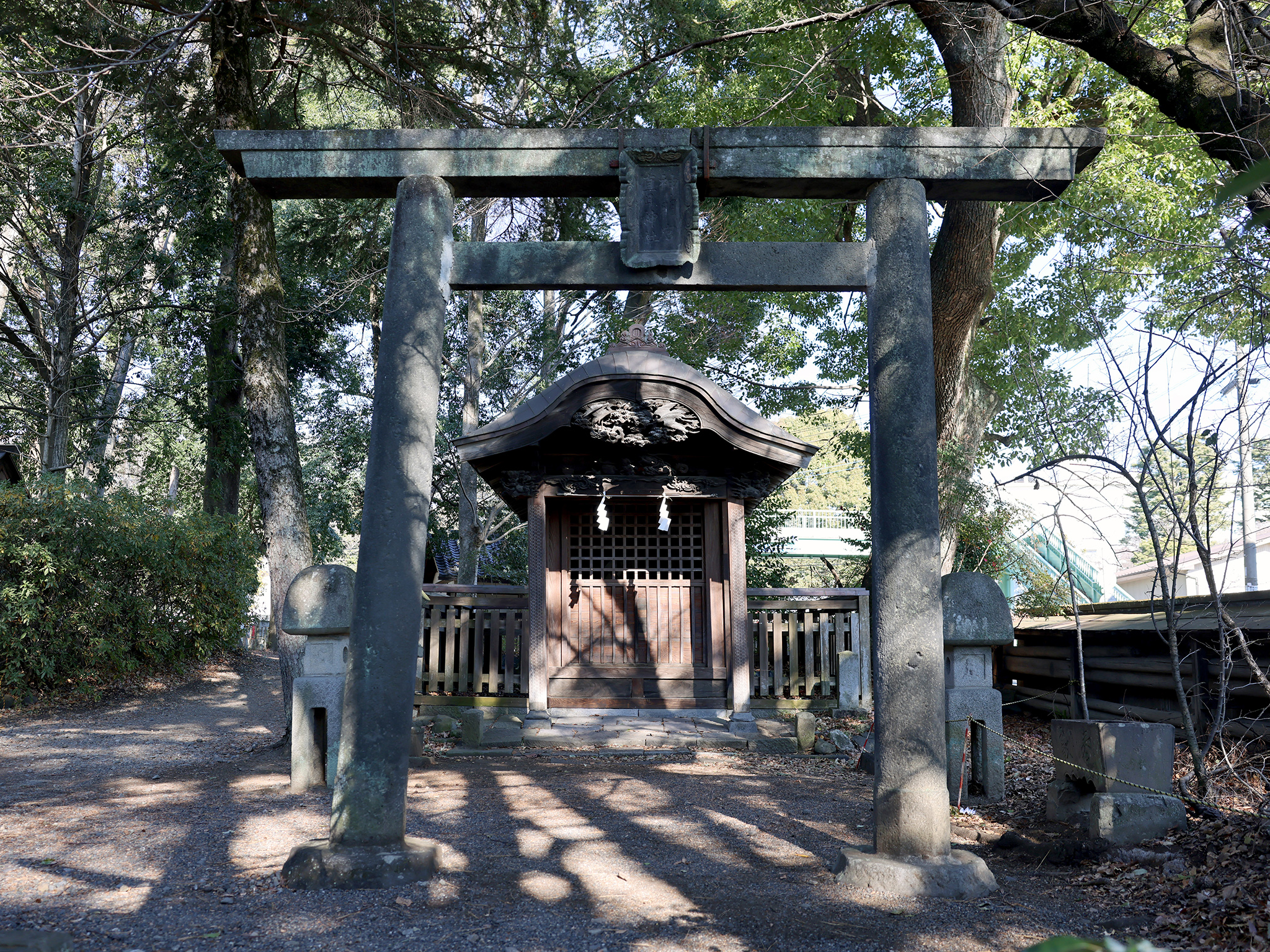
末社 神明宮･直日神社
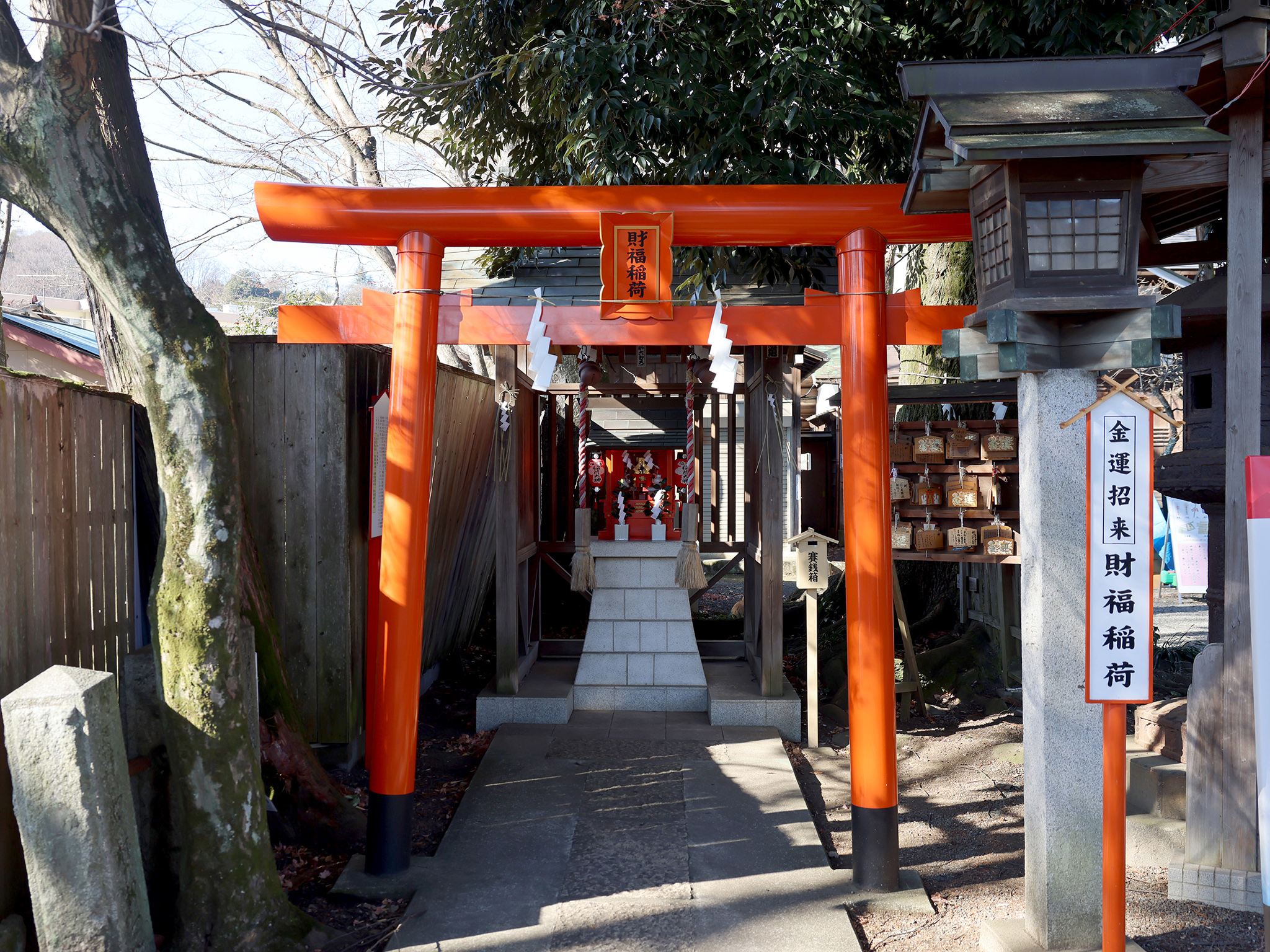
末社 財福稲荷神社